# جون دي ليون
جون دي ليون (بالإنجليزية: John de Leon)‏ هو محامي أمريكي، ولد في 14 فبراير 1962 في ميامي في الولايات المتحدة.